# I-Umlaut
|                                                           | vorne                                                           |                                                                 | zentral                                                         |                                                                 | hinten                                                          |
| geschlossen                                               | \| i•y ɨ•ʉ ɯ•u ɪ•ʏ ʊ e•ø ɘ•ɵ ɤ•o ə ɛ•œ ɜ•ɞ ʌ•ɔ æ ɐ a•ɶ a̱ ɑ•ɒ \| | \| i•y ɨ•ʉ ɯ•u ɪ•ʏ ʊ e•ø ɘ•ɵ ɤ•o ə ɛ•œ ɜ•ɞ ʌ•ɔ æ ɐ a•ɶ a̱ ɑ•ɒ \| | \| i•y ɨ•ʉ ɯ•u ɪ•ʏ ʊ e•ø ɘ•ɵ ɤ•o ə ɛ•œ ɜ•ɞ ʌ•ɔ æ ɐ a•ɶ a̱ ɑ•ɒ \| | \| i•y ɨ•ʉ ɯ•u ɪ•ʏ ʊ e•ø ɘ•ɵ ɤ•o ə ɛ•œ ɜ•ɞ ʌ•ɔ æ ɐ a•ɶ a̱ ɑ•ɒ \| | \| i•y ɨ•ʉ ɯ•u ɪ•ʏ ʊ e•ø ɘ•ɵ ɤ•o ə ɛ•œ ɜ•ɞ ʌ•ɔ æ ɐ a•ɶ a̱ ɑ•ɒ \| |
| fast geschlossen                                          | \| i•y ɨ•ʉ ɯ•u ɪ•ʏ ʊ e•ø ɘ•ɵ ɤ•o ə ɛ•œ ɜ•ɞ ʌ•ɔ æ ɐ a•ɶ a̱ ɑ•ɒ \| | \| i•y ɨ•ʉ ɯ•u ɪ•ʏ ʊ e•ø ɘ•ɵ ɤ•o ə ɛ•œ ɜ•ɞ ʌ•ɔ æ ɐ a•ɶ a̱ ɑ•ɒ \| | \| i•y ɨ•ʉ ɯ•u ɪ•ʏ ʊ e•ø ɘ•ɵ ɤ•o ə ɛ•œ ɜ•ɞ ʌ•ɔ æ ɐ a•ɶ a̱ ɑ•ɒ \| | \| i•y ɨ•ʉ ɯ•u ɪ•ʏ ʊ e•ø ɘ•ɵ ɤ•o ə ɛ•œ ɜ•ɞ ʌ•ɔ æ ɐ a•ɶ a̱ ɑ•ɒ \| | \| i•y ɨ•ʉ ɯ•u ɪ•ʏ ʊ e•ø ɘ•ɵ ɤ•o ə ɛ•œ ɜ•ɞ ʌ•ɔ æ ɐ a•ɶ a̱ ɑ•ɒ \| |
| halbgeschlossen                                           | \| i•y ɨ•ʉ ɯ•u ɪ•ʏ ʊ e•ø ɘ•ɵ ɤ•o ə ɛ•œ ɜ•ɞ ʌ•ɔ æ ɐ a•ɶ a̱ ɑ•ɒ \| | \| i•y ɨ•ʉ ɯ•u ɪ•ʏ ʊ e•ø ɘ•ɵ ɤ•o ə ɛ•œ ɜ•ɞ ʌ•ɔ æ ɐ a•ɶ a̱ ɑ•ɒ \| | \| i•y ɨ•ʉ ɯ•u ɪ•ʏ ʊ e•ø ɘ•ɵ ɤ•o ə ɛ•œ ɜ•ɞ ʌ•ɔ æ ɐ a•ɶ a̱ ɑ•ɒ \| | \| i•y ɨ•ʉ ɯ•u ɪ•ʏ ʊ e•ø ɘ•ɵ ɤ•o ə ɛ•œ ɜ•ɞ ʌ•ɔ æ ɐ a•ɶ a̱ ɑ•ɒ \| | \| i•y ɨ•ʉ ɯ•u ɪ•ʏ ʊ e•ø ɘ•ɵ ɤ•o ə ɛ•œ ɜ•ɞ ʌ•ɔ æ ɐ a•ɶ a̱ ɑ•ɒ \| |
| mittel                                                    | \| i•y ɨ•ʉ ɯ•u ɪ•ʏ ʊ e•ø ɘ•ɵ ɤ•o ə ɛ•œ ɜ•ɞ ʌ•ɔ æ ɐ a•ɶ a̱ ɑ•ɒ \| | \| i•y ɨ•ʉ ɯ•u ɪ•ʏ ʊ e•ø ɘ•ɵ ɤ•o ə ɛ•œ ɜ•ɞ ʌ•ɔ æ ɐ a•ɶ a̱ ɑ•ɒ \| | \| i•y ɨ•ʉ ɯ•u ɪ•ʏ ʊ e•ø ɘ•ɵ ɤ•o ə ɛ•œ ɜ•ɞ ʌ•ɔ æ ɐ a•ɶ a̱ ɑ•ɒ \| | \| i•y ɨ•ʉ ɯ•u ɪ•ʏ ʊ e•ø ɘ•ɵ ɤ•o ə ɛ•œ ɜ•ɞ ʌ•ɔ æ ɐ a•ɶ a̱ ɑ•ɒ \| | \| i•y ɨ•ʉ ɯ•u ɪ•ʏ ʊ e•ø ɘ•ɵ ɤ•o ə ɛ•œ ɜ•ɞ ʌ•ɔ æ ɐ a•ɶ a̱ ɑ•ɒ \| |
| halboffen                                                 | \| i•y ɨ•ʉ ɯ•u ɪ•ʏ ʊ e•ø ɘ•ɵ ɤ•o ə ɛ•œ ɜ•ɞ ʌ•ɔ æ ɐ a•ɶ a̱ ɑ•ɒ \| | \| i•y ɨ•ʉ ɯ•u ɪ•ʏ ʊ e•ø ɘ•ɵ ɤ•o ə ɛ•œ ɜ•ɞ ʌ•ɔ æ ɐ a•ɶ a̱ ɑ•ɒ \| | \| i•y ɨ•ʉ ɯ•u ɪ•ʏ ʊ e•ø ɘ•ɵ ɤ•o ə ɛ•œ ɜ•ɞ ʌ•ɔ æ ɐ a•ɶ a̱ ɑ•ɒ \| | \| i•y ɨ•ʉ ɯ•u ɪ•ʏ ʊ e•ø ɘ•ɵ ɤ•o ə ɛ•œ ɜ•ɞ ʌ•ɔ æ ɐ a•ɶ a̱ ɑ•ɒ \| | \| i•y ɨ•ʉ ɯ•u ɪ•ʏ ʊ e•ø ɘ•ɵ ɤ•o ə ɛ•œ ɜ•ɞ ʌ•ɔ æ ɐ a•ɶ a̱ ɑ•ɒ \| |
| fast offen                                                | \| i•y ɨ•ʉ ɯ•u ɪ•ʏ ʊ e•ø ɘ•ɵ ɤ•o ə ɛ•œ ɜ•ɞ ʌ•ɔ æ ɐ a•ɶ a̱ ɑ•ɒ \| | \| i•y ɨ•ʉ ɯ•u ɪ•ʏ ʊ e•ø ɘ•ɵ ɤ•o ə ɛ•œ ɜ•ɞ ʌ•ɔ æ ɐ a•ɶ a̱ ɑ•ɒ \| | \| i•y ɨ•ʉ ɯ•u ɪ•ʏ ʊ e•ø ɘ•ɵ ɤ•o ə ɛ•œ ɜ•ɞ ʌ•ɔ æ ɐ a•ɶ a̱ ɑ•ɒ \| | \| i•y ɨ•ʉ ɯ•u ɪ•ʏ ʊ e•ø ɘ•ɵ ɤ•o ə ɛ•œ ɜ•ɞ ʌ•ɔ æ ɐ a•ɶ a̱ ɑ•ɒ \| | \| i•y ɨ•ʉ ɯ•u ɪ•ʏ ʊ e•ø ɘ•ɵ ɤ•o ə ɛ•œ ɜ•ɞ ʌ•ɔ æ ɐ a•ɶ a̱ ɑ•ɒ \| |
| offen                                                     | \| i•y ɨ•ʉ ɯ•u ɪ•ʏ ʊ e•ø ɘ•ɵ ɤ•o ə ɛ•œ ɜ•ɞ ʌ•ɔ æ ɐ a•ɶ a̱ ɑ•ɒ \| | \| i•y ɨ•ʉ ɯ•u ɪ•ʏ ʊ e•ø ɘ•ɵ ɤ•o ə ɛ•œ ɜ•ɞ ʌ•ɔ æ ɐ a•ɶ a̱ ɑ•ɒ \| | \| i•y ɨ•ʉ ɯ•u ɪ•ʏ ʊ e•ø ɘ•ɵ ɤ•o ə ɛ•œ ɜ•ɞ ʌ•ɔ æ ɐ a•ɶ a̱ ɑ•ɒ \| | \| i•y ɨ•ʉ ɯ•u ɪ•ʏ ʊ e•ø ɘ•ɵ ɤ•o ə ɛ•œ ɜ•ɞ ʌ•ɔ æ ɐ a•ɶ a̱ ɑ•ɒ \| | \| i•y ɨ•ʉ ɯ•u ɪ•ʏ ʊ e•ø ɘ•ɵ ɤ•o ə ɛ•œ ɜ•ɞ ʌ•ɔ æ ɐ a•ɶ a̱ ɑ•ɒ \| |
| i•y ɨ•ʉ ɯ•u ɪ•ʏ ʊ e•ø ɘ•ɵ ɤ•o ə ɛ•œ ɜ•ɞ ʌ•ɔ æ ɐ a•ɶ a̱ ɑ•ɒ |                                                                 |                                                                 |                                                                 |                                                                 |                                                                 |

| i•y ɨ•ʉ ɯ•u ɪ•ʏ ʊ e•ø ɘ•ɵ ɤ•o ə ɛ•œ ɜ•ɞ ʌ•ɔ æ ɐ a•ɶ a̱ ɑ•ɒ |

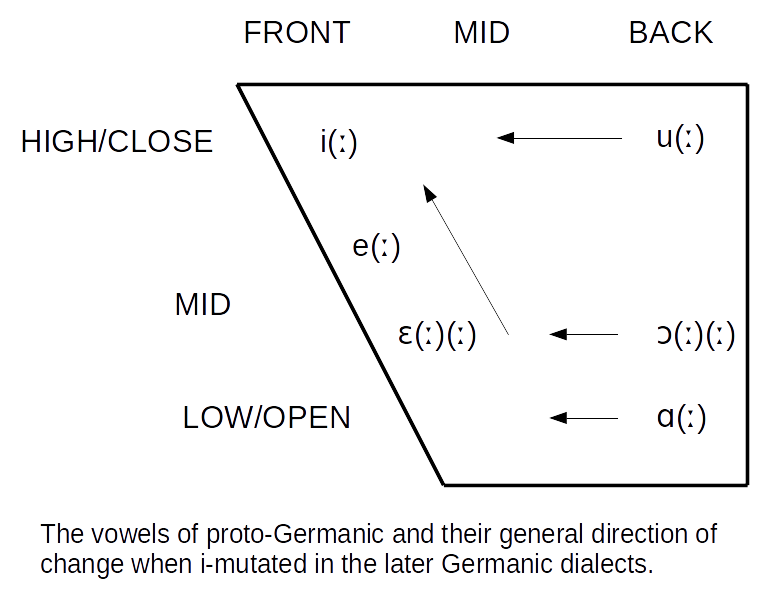
Die Position etlicher Vokale des Protogermanischen wurde durch den i-Umlaut verschoben

Als i-Umlaut bezeichnet man in der historischen Sprachwissenschaft einen Lautwandel, bei dem sich ein Vokal einem nachfolgenden i-Laut (kurzes i, langes ī oder j) annähert oder ganz angleicht, indem er mit gehobener oder weiter nach vorn verlagerter Zunge gesprochen wird.
Der i-Umlaut ist in den germanischen Sprachen in verschiedenen Ausprägungen zu finden; einzig im Gotischen ist er als eigene, von einer allgemeinen Hebung *e > i klar geschiedene Lautentwicklung unsicher. Beispiele: neuhochdeutsch König, mittelhochdeutsch künic < urgermanisch *kuningaz; neuhochdeutsch Lamm – Lämmer < althochdeutsch lamb – lembir; nhd. sitzen, neuenglisch sit, altsächsisch sittian < urgermanisch *setjan.
Die umgelauteten Vokale wurden im Laufe der Sprachentwicklung auch auf Wörter und Formen übertragen, in denen sie rein lautlich nicht erklärbar wären, und dienen dabei zum Teil der Kennzeichnung grammatischer Kategorien, zum Beispiel nhd. Schwan – Schwäne (statt älterem Schwanen) nach Gast – Gäste als direkter Fortsetzung von ahd. gast – gesti.
Die Schreibweise von Langvokalen hängt von der Sprache ab, siehe hierzu die Hinweise.

## Germanischer i-Umlaut
Als allen germanischen Sprachen eigene Form des i-Umlautes wird der Umlaut von germanisch (germ.) *e zu germ. *i angenommen. Im Gotischen ist dieser Lautwandel aber verdunkelt, weil dort germ. *e grundsätzlich als gotisch (got.) i erscheint – außer vor den Konsonanten got. r, h und ƕ, wo es weiterhin als e (geschrieben ai) auftritt. So zum Beispiel in got. faíhu 'Vermögen' im Vergleich zu althochdeutsch (ahd.) fihu 'Vieh'.
Bei diesem Lautwandel wird ein germ. *e zu einem *i gehoben, wenn in der Folgesilbe, möglicherweise auch in der gleichen Silbe, ein i-Laut auftritt. Beispiele:
- Indogermanisch (idg.) *médhyos 'mitten' wird über *medjaz[9] zu germ. *midjaz. Diese Form ist erhalten z. B. in got. midjis, altnordisch (an.) miðr, altenglisch (ae.) midd oder ahd. mitt.[10]
- Idg. *bhéresi 'du trägst' bzw. *bhéreti 'er/sie trägt' wird über *berizi, *beriþi zu germ. *birizi, *biriþi, das wiederum zum Beispiel in ae. birst, birþ oder in ahd. biris, birit, ja auch in neuhochdeutsch (nhd.) du gebierst, sie gebiert (allerdings mit anderer Bedeutung) erhalten ist.[11]

Dieser Lautwandel betrifft auch den germ. Diphthong *eu, der vor i-Lauten als *iu erscheint. Beispiel:
- Idg. *néwios 'neu' wird zu einem germanischen *niwjaz, wie in got. niujis, ae. nīewe, ahd. niuwi.[10]

### Hebung von germ. *ezu *iin anderen Umgebungen
Im Zusammenhang mit dem eben beschriebenen Lautwandel werden oft auch weitere Hebungen von germ. *e zu *i genannt. So wird ein germ. *e ebenfalls zu *i gehoben, wenn dem *e ein Nasal folgt, wobei entweder auf diesen ein weiterer Konsonant folgen muss oder der Nasal im Wortauslaut steht (das heißt, wenn er in der Silbenkoda auftritt). Beispiele dafür sind:
- Idg. *en 'in' wird zu germ. *in.[13]
- Idg. *pénkwe 'fünf' (vgl. altgriech. πέντε (pente)) wird im Germanischen zu *fimf.[13]
- Spät-Idg. *h2weh1n̥tós 'Wind' wird über *wentós zu germ. *windaz.[13]

Ein anderer Fall einer solchen Hebung ist im Althochdeutschen und Altsächsischen die Hebung von *e zu *i vor einem *u in der Folgesilbe. So steht beispielsweise einem ahd. sibun 'sieben' ein ae. seofon gegenüber. Ähnliches gilt auch für die 1. Person Singular Präsens Indikativ bei den starken Verben, zum Beispiel bei ahd. (ich) stilu '(ich) stehle' oder (ich) gibu 'ich gebe' oder auch in ahd. (ich) biru '(ich) trage', das beispielsweise mit der altenglischen Form des Vespasian Psalters beoru bzw. mit dem Nordhumbrischen bero kontrastiert. In der neuhochdeutschen Standardsprache ist dieses Phänomen in der 1. Person Singular Präsens Indikativ nicht mehr vorhanden, wohingegen zum Beispiel das Bairische die Hebung noch zeigt, wenn es heißt [iː kiːp] (geschr.: i gib).
Analoges gilt auch hier wieder für den Diphthong germ. *eu. So heißt die 1. Person Singular Präsens Indikativ zum Verbum ahd. klioban (germ. *kleubaną) 'spalten, klieben' im Althochdeutschen (ich) kliubu.
Auch wenn die Ergebnisse dieser Lautwandelprozesse dem Resultat des (gemein-)germanischen i-Umlauts gleichen, so sind sie doch keine Fälle von i-Umlaut, da sie nicht durch einen i-Laut hervorgerufen wurden. Die Gesamtheit aller nicht aufs Gotische beschränkten Lautwandel von germ. *e zu *i, egal welcher Herkunft, wird unter der Bezeichnung Nordwestgermanische Hebung zusammengefasst.

## i-Umlaut im Hochdeutschen

### Primär-, Sekundär- und Restumlaut
In der geschichtlichen Entwicklung vom Althochdeutschen zum Neuhochdeutschen sind umgelautete Formen zu verschiedenen Zeiten überliefert. Man spricht bei den früheren Formen von Primärumlaut, bei späteren von Sekundärumlaut bzw. Restumlaut.

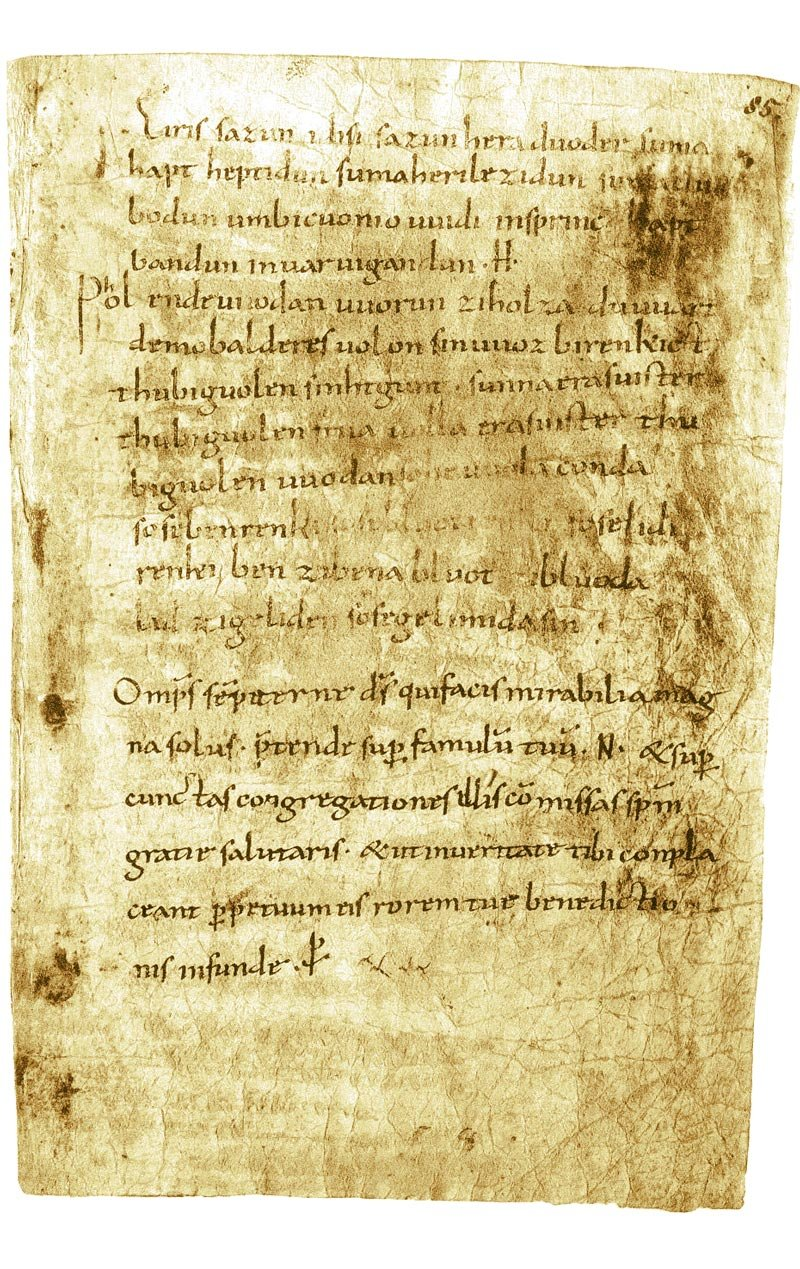
Merseburger Zaubersprüche – Merseburger Domstiftsbibliothek, Codex 136, f. 85r, 10. Jahrhundert (Photodruck aus dem Jahr 1897, digital koloriert)

Innerhalb des Hochdeutschen wird der i-Umlaut von ahd. /a/ seit dem 8. Jahrhundert in den Handschriften fassbar, während er in Glossaren davor oft noch fehlt. Er erscheint dabei durch das Schriftzeichen e. Betroffen davon sind die meisten /a/ vor einem i-Laut; so zum Beispiel in folgenden Fällen:
- im althochdeutsch Adjektiv festi 'fest' (vgl. engl. to fasten 'festmachen')[22]
- im Komparativ althochdeutsch lengiro 'länger' (zu ahd. lang)[23]
- in der Konjunktion enti 'und' (vgl. engl. and)[24]
- bei den Substantiven beri 'Beere' (got. basi) und heri 'Heer' (got. harjis)[25]
- in den ahd. Verben heften 'heften, binden' (got. haftjan)[26] und lezzen 'hemmen, hindern' (got. latjan)[27] usw.

Die letzten drei beispielhaft angeführten Wörter sind auch in einem Vers des ersten Merseburger Zauberspruchs zu finden, wo es heißt: suma hapt heptidun / suma heri lezidun ('einige hefteten / einige hemmten das Heer').
Innerhalb eines Flexionsparadigmas können sich umgelautete und umlautlose Formen ebenso gegenüberstehen:
- Nominativ Singular gast 'Gast' – Nominativ Plural gesti[3]
- Nominativ Singular hano 'Hahn' – oberdeutsch (obd.) Gen. Dat. Sg. henin[29]
- Infinitiv faran 'fahren' – 2. Person Singular Präsens Indikativ feris 'fährst'[30]

Auch manche althochdeutsche Lehnwörter zeigen diesen i-Umlaut, so beispielsweise
- althochdeutsch engil 'Engel' aus altgriechisch ἄγγελος (aggelos) 'Bote'[31]
- althochdeutsch kezzil 'Kessel' aus lateinisch catīllus[32]

Dieser Umlaut a zu e ist der einzige, der im größten Teil des Althochdeutschen belegt ist und wird auch als Primärumlaut bezeichnet. Allerdings ist er in gewissen lautlichen Umgebungen unterblieben und wird hier erst zu einem späteren Zeitpunkt der sprachlichen Entwicklung sichtbar. Diese so genannte Umlauthinderung kann in folgenden Fällen eintreten:
- zwischen a und dem i-Laut steht ein Konsonantencluster /xt/ (geschr. ht) oder /xs/ (geschr. hs):
  - Nominativ Singular maht 'Macht' – Nominativ u. Akkusativ Plural mahti 'Mächte'[34]
  - Infinitiv wahsan 'wachsen' – 3. Person Singular Präsens Indikativ wahsit 'wächst'[35]
- zwischen a und dem i-Laut steht ein Konsonantencluster Cw (C steht dabei für einen beliebigen Konsonanten):
  - Infinitiv garwen (vgl. nhd. gerben) aus germ. *garwijaną 'bereiten'[36]
- oberdeutsch auch: lC, rC und hh, ch aus germ. *k:
  - Infinitiv haltan 'halten' – 2. Person Singular Präsens Indikativ haltis (fränkisch (fränk.): heltis) 'hältst'[37]
  - Komparativform starchiro 'stärker'[37]
  - Infinitiv sachan 'streiten' – 2. Person Singular Präsens Indikativ sahhis 'streitest'[37]
- der i-Laut steht in der übernächsten Silbe:
  - Nominativ Singular zahar 'Träne, Zähre' – Plural zahari oder zahiri Tränen[37]
  - aber: Nominativ Singular apful 'Apfel' – Plural epfili 'Äpfel'; Nominativ Singular nagal 'Nagel' – Plural negili 'Nägel'[37]

Ab ca. 1000 nach Christus ist vor allem in den Schriften Notkers der i-Umlaut von ahd. /ū/ grafisch als iu wiedergegeben. Dies rührt daher, weil in den meisten althochdeutschen Dialekten der alte Diphthong /iu/ zu langem [ȳ] monophthongiert wird und somit lautlich mit dem Umlautprodukt von ahd. /ū/ zusammenfällt. Es steht somit für den Umlaut ein Schriftzeichen zur Verfügung. Beispiele dafür:
- Nominativ Singular hût 'Haut' – Nominativ Plural hiute 'Häute'[39]
- Nominativ Singular chrût 'Kraut' – Plural chríuter 'Kräuter'[39]

Ab dem 12. Jahrhundert tauchen im Mittelhochdeutschen (Mhd.) auch schriftliche Repräsentanten für andere umgelautete Vokale auf, allerdings keineswegs konsequent. So erscheint – zumindest im normalisierten Mittelhochdeutsch – ü aus u, ö aus o; iu aus ū; œ aus ô; æ aus â; öu aus ou; üe aus uo und auch ä aus a in denjenigen Fällen, wo Umlauthinderung im Althochdeutschen eingetreten ist. Beispiele:
- mhd. würfel 'Würfel' – ahd. wurfil[41]
- mhd. öl 'Öl' (ahd. oli, ole) aus mittellateinisch olium[42]
- mhd. hiute 'Häute'[43]
- mhd. hœher (ahd. hōhir) 'höher' zu mhd. hôch 'hoch'[44]
- mhd. swære 'schwer' – ahd. swāri[45]
- Nominativ Plural löuber (ahd. loubir) – Nominativ Singular loup 'Laub, Blatt'[46]
- mhd. büezen 'büßen' – ahd. buozen aus germ. *bōt-ja-[47]
- Nominativ Plural zähere 'Tränen'[48]
- Nominativ Plural mähte 'Mächte'[48]

Der Umlaut ä aus a wird oft auch mit dem Terminus Sekundärumlaut bedacht, da die schriftliche Wiedergabe später eintritt, im Gegensatz zum Primärumlaut, der bereits im Althochdeutschen belegt ist. Die anderen Umlaute (u zu ü usw.) werden bei dieser Lesart von Sekundärumlaut als Restumlaut bezeichnet. Allerdings kann sich der Ausdruck Sekundärumlaut auch auf alle i-Umlaute außer dem ahd. Primärumlaut beziehen. Der Begriff ist also ambig.
Einzelne Ortsnamenbelege erweisen das Vorhandensein des Sekundär- und Restumlautes allerdings schon für das frühe 9. Jahrhundert, weshalb es wahrscheinlich ist, dass alle Umlauttypen tatsächlich bereits im Althochdeutschen vorhanden waren, auch wenn sie in der Schrift nicht wiedergegeben wurden. Vermutlich sind sie bereits im frühen 8. Jahrhundert entstanden. Ottar Grønvik bekräftigt auch angesichts von Schreibungen des Typs ei, ui und oi in den frühen Belegen die alte Epenthesetheorie, die den Ursprung der Umlautvokale in der Einfügung von /j/ nach hinteren Vokalen sieht, nicht nur im West-, sondern auch im Nordgermanischen. Fausto Cercignani bevorzugt die Assimilationstheorie und präsentiert eine Geschichte der althochdeutschen Umlautvokale bis zum heutigen Tag.

### i-Umlaut von germ. *e
Angemerkt sei noch, dass auch ein althochdeutsches, offenes /ë/ zu einem geschlossenen [e] umgelautet werden kann, wenn es vor i-Lauten steht. Lautgesetzlich wäre dies zwar nicht möglich, da ein germ. *e (= ë) vor i-Lauten ja zu *i wird (vgl. Germanischer i-Umlaut oben), allerdings kann ë zum Beispiel durch Analogie wieder vor i-Lauten eingeführt werden. Im Neuhochdeutschen ist dies nicht mehr erkennbar, in rezenten Dialekten, die das Primärumlaut-e noch vom „alten“ (aus dem Germanischen ererbten) ë trennen, hingegen schon noch. So lautet das Zahlwort nhd. sechs im Bairischen [seks] mit geschlossenem e-Laut, obwohl das Wort schon im Germanischen einen e-Laut hatte (germ. *sehs). Dagegen lautet das Wort für nhd. sechzehn im Bairischen [sɛxt͡sen] mit offenem e-Laut, der dem germ. *e entspricht. Erklärt wird die Form [seks] nun so, dass sie aus der flektierten Form des Zahlworts, ahd. sehsi / sehsiu, stammt, wo das offene ë vor einem i-Laut zu stehen kam und somit zu geschlossenem e gehoben wurde.

### Rückumlaut
Der aufgrund eines Irrtums von Jacob Grimm geprägte Begriff „Rückumlaut“ bezeichnet einen Wechsel zwischen umgelauteter und umlautloser Form bei bestimmten Verben mit einem j-Suffix.
„Bei den betreffenden schwachen Verben besitzen der Infinitiv und die Präsensformen den Umlaut, die Präteritalformen weisen keinen Umlaut auf. In den Grammatiken findet sich für dieses Phänomen die irreführende Bezeichnung 'Rückumlaut'; im Präteritum war nie ein Umlaut vorhanden.“
So lautet beispielsweise der Infinitiv zum Verbum für 'brennen' im Althochdeutschen brennen mit Primärumlaut (aus einem germ. *brannijaną), das Präteritum dazu aber in der 1. und 3. Person Singular Indikativ branta 'ich / es brannte' ohne Umlaut. Im Gegensatz dazu lautet das Präteritum des Verbums ahd. nerien 'retten' (aus germ. *nazjaną) in der 1. und 3. Person Singular Präteritum Indikativ nerita 'ich / sie rettete' mit i-Umlaut. Erklärt wird dies so, dass bei den „rückumlautenden“ Verben das i im Präteritum schon ausgefallen war, bevor i-Umlaut eintrat. Im Mittelhochdeutschen betrifft dies auch Verben wie hœren 'hören' mit dem Präteritum hôrte 'hörte', künden 'verkünden' mit dem Präteritum kundte, die im Althochdeutschen diesen Wechsel noch nicht zeigen, da der Umlaut in diesen Fällen ja noch nicht angezeigt worden war. Im Neuhochdeutschen sind die Fälle, wo der sogenannte Rückumlaut noch sichtbar ist, auf wenige Verben beschränkt, zum Beispiel brennen – brannte; rennen – rannte; senden – sandte usw., wobei bei senden bereits die (reguläre) Nebenform sendete vorhanden ist.

### Funktionalisierung und gegenwärtige Situation im Standarddeutschen und in den Dialekten
Nach der Abschwächung der volltonigen Nebensilbenvokale des Althochdeutschen (zum Beispiel i zum Schwa-Laut [⁠ə⁠] (geschr. e) wie in nhd. Gäste) zu Beginn des Mittelhochdeutschen erlangt der Umlaut zunehmend funktionale Bedeutung in der Wortbildung und in der Markierung von bestimmten morphologischen Kategorien, wie zum Beispiel Plural, 2. und 3. Person Singular Präsens Indikativ beim Verbum oder in der Steigerung der Adjektive. Der i-Umlaut wird sozusagen morphologisiert, der Lautwechsel wird abstrahiert und ist nun für bestimmte morphologische Kategorien charakteristisch. Bereits im Frühneuhochdeutschen wird der Umlaut in der Pluralbezeichnung analogisch auf Substantive übertragen, die lautgesetzlich gar keinen i-Umlaut haben dürften, zum Beispiel frühneuhochdeutsch (fnhd.) Nominativ Plural hälser (ahd. Nominativ Singular hals – Plural halsa). Das nhd. Wort Zögling zeigt ebenfalls Umlaut, obwohl es erst im 18. Jahrhundert gebildet wurde.
Diese morphologische Funktionalisierung ist auch in der modernen Gegenwartssprache zu finden. Die Duden-Grammatik führt beispielsweise Regeln an, wann ein Plural mit Umlaut gebildet wird. Unter anderem weisen feminine Substantive mit einem Plural auf -e immer Umlaut auf, ebenso wie neutrale mit dem Plural auf -er, sofern der betonte Vokal überhaupt umlautfähig ist. Gerade der er-Plural zeigt die Ausweitung des Umlauts sehr deutlich, war diese Bildungsweise im Althochdeutschen doch nur auf eine Flexionsklasse beschränkt (ahd.: lamb 'Lamm' – lembir; kalb 'Kalb' – kelbir; auch noch die Substantive ahd. huon 'Huhn', ei 'Ei', farh 'Ferkel', blat 'Blatt' usw.).
In manchen morphologischen Bedingungen ist Umlaut im Standarddeutschen allerdings sehr produktiv. Das gilt insbesondere für die Diminutivbildung mit dem Suffix -chen. Hier findet sich der Umlaut nicht nur in nativen Formen wie Klümp-chen, Wäld-chen, Räd-chen oder Bäum-chen, sondern auch in Fremd- und Lehnwörtern wie Minüt-chen, Persön-chen, Skandäl-chen. Wie auch in nativen Wörtern ist Umlaut nur auf primärbetonten Vokalen möglich.
Natürlich zeigen auch die deutschen Dialekte Reflexe des phonetischen i-Umlauts sowie auch die Funktionalisierung. Obwohl von lautlicher Seite her in den meisten hochdeutschen Dialekten die gerundeten Umlautvokale als ungerundete Vorderzungenvokale erscheinen und somit gleichlautend mit dem alten i, e etc. sind, so ist der Prozess der Umlautung darin trotzdem noch zu erkennen. So lautet etwa das standarddeutsche Wort Schlüssel mit dem i-Umlautvokal ü (ahd. sluzzil) im Bairischen [ʃlisl̩] (geschr. Schlissl) mit zu i entrundetem ü.
Kennzeichnung von morphologischen Kategorien tritt in Dialekten ebenfalls ein. Der Plural wird häufig mit Umlaut gebildet, vor allem deshalb, weil in den hochdeutschen Mundarten ein auslautendes e häufig apokopiert wird und es somit zum Zusammenfall von Singularform und Pluralform gekommen wäre (der Plural von standarddeutsch Gäste z. B. lautet im Bairischen [gest] (geschr. Gest bzw. Gäst) ohne das -e der Standardsprache). Dabei ist die Funktionalisierung des Umlauts als Pluralmorphem vor allem in jenen Gebieten zu finden, wo dieser Abfall des auslautenden e eintritt. Einige deutsche Dialekte gehen sogar so weit, dass sie Wörter, die immer schon ein i besessen haben, im Singular dieses zu einem u umbilden. Dadurch entsteht ein neues, „quasi umlautendes“ Paradigma. So sind im Hessischen, Pfälzischen, Oberfränkischen und teilweise im Schwäbischen, Elsässischen und Thüringischen Singularformen wie fuš für Fisch oder muk für Mücke belegt.

## i-Umlaut im Englischen

### Der i-Umlaut in den altenglischen Dialekten
Einen einheitlichen Umlautprozess gibt es im Altenglischen nicht, da das Altenglische – wie auch das Althochdeutsche – dialektal gegliedert war. Man unterscheidet dabei die vier Dialekte: das Sächsische, vor allem in seiner Ausprägung Westsächsisch, die jütische Mundart Kentisch sowie die beiden anglischen Mundarten Merzisch und Nordhumbrisch. Dementsprechend sind in der Umlautung auch Unterschiede, wenn auch keine gravierenden, zwischen den Dialekten festzustellen. Neben dem i-Umlaut kennt das Altenglische auch einen Velarumlaut, der hier aber nicht behandelt wird.
Anders als im Althochdeutschen ist der i-Umlaut im altenglischen Gebiet bereits in den frühesten Texten voll nachweisbar. Die nachfolgende Tabelle gibt eine Übersicht über die Umlautung in den verschiedenen altenglischen Dialekten. Es sei aber noch die Entwicklung des germ. *a und *ā im Altenglischen vorausgeschickt, da sie für das Verständnis der Umlautung dieser Vokale wichtig ist. Germ. *a und *ā erscheinen im Altenglischen regelmäßig als æ und ǣ, wenn kein Nasal folgt. Beispiele dafür sind ae. dæȝ 'Tag' im Vergleich zu ahd. tag oder ae. lǣtan 'lassen' gegenüber ahd. lāzan. Vor Nasal hingegen wurde der a-Laut verdumpft und erscheint in der Schreibung als a oder o wie in ae. man od. mon 'Mann'. Der Nasal kann mitunter auch schwinden, so vor den Frikativen f, þ und s, wie in ae. ȝōs 'Gans' im Vergleich zu ahd. gans. Ebenso sei auf die Entwicklung des germ. Diphthongs *ai zu ae. ā hingewiesen, wie in ae. stān 'Stein' (ahd. stein).
| |                   | Die altenglischen Mundarten | Die altenglischen Mundarten | Die altenglischen Mundarten | Die altenglischen Mundarten | Beispiele                                             |
| Westsächsisch | Kentisch          | Merzisch                    | Nordhumbrisch               |                             |                             | Beispiele                                             |
| --- | ----------------- | --------------------------- | --------------------------- | --------------------------- | --------------------------- | ----------------------------------------------------- |
| Kurz- vokale | ae. a             | æ                           | æ > e                       | æ / e                       | æ                           | ae. læden 'Latein' aus lat. latinum                   |
| Kurz- vokale | ae. æ             | e                           | e                           | e                           | e                           | ae. here 'Heer' – got. harjis                         |
| Kurz- vokale | ae. a/o + N       | æ > e                       | æ > e                       | æ > e                       | æ > e                       | ae. strenȝra 'stärker' zu ae. stranȝ / stronȝ 'stark' |
| Kurz- vokale | ae. o             | oe > e                      | oe > e                      | oe                          | oe                          | angl. oele, ws. ele 'Öl' aus lat. oleum               |
| Kurz- vokale | ae. u             | y                           | y > e                       | y                           | y                           | ae. hunȝor 'Hunger' – ae. hynȝran 'hungern'           |
| Lang- vokale | ae. ā             | ǣ                           | ē                           | ǣ                           | ǣ                           | ae. hāl 'Heil' – ae. hǣlan 'heilen'                   |
| Lang- vokale | ae. ō (aus ā) + N | ōē > ē                      | ōē > ē                      | ōē                          | ōē                          | ae. cwēn 'Frau' im Vgl. zu an. kván                   |
| Lang- vokale | ae. ō             | ōē > ē                      | ōē > ē                      | ōē                          | ōē                          | ae. dōm 'Urteil' – ae. dēman 'urteilen'               |
| Lang- vokale | ae. ū             | ȳ                           | ȳ > ē                       | ȳ                           | ȳ                           | ae. cūð 'bekannt, kund' – ae. cȳðan 'künden'          |
| Anm.: Diese Tabelle soll nur eine grobe Übersicht über den i-Umlaut im Altenglischen bzw. den altenglischen Dialekten geben. Einige Ausnahmen, Abweichungen und Sonderfälle bleiben deshalb unberücksichtigt. So bereitet beispielsweise der Vokalismus in den westsächsischen Formen bærnan 'brennen machen, anzünden' und ærnan 'rennen machen' – Ableitungen zu ae. beornan 'brennen' und eornan 'rennen' – mit obiger Tabelle Probleme. Bei beiden Formen liegt ein germ. *brannijaną, beziehungsweise *rannijaną zu Grunde, das heißt: i-Umlaut von a/o vor Nasal zu æ und dann weiter zu e wäre zu erwarten. Da allerdings durch Metathese das r vor den Nasal getreten ist, unterbleibt die Hebung zu e. Ebenfalls würden gewisse andere, altenglische oder dialektale Lautwandelprozesse berücksichtigt gehören, die ebenfalls mit dem i-Umlaut zusammenwirken. Im Westsächsischen lautet das Adjektiv 'alt' beispielsweise eald, der Komparativ dazu ieldra mit i-Umlaut von ea zu ie. In den anglischen Dialekten hingegen steht vor dem Konsonantencluster lC statt ea nur a, dessen i-Umlaut æ ist (so lautet der Komparativ zu ald im Anglischen ældra). |                   |                             |                             |                             |                             |                                                       |

Auch die altenglischen Diphthonge können umgelautet werden. Der i-Umlaut der Diphthonge ae. ea und ēa lautet im Westsächsischen ie bzw. īe, wie in ieldra 'älter' zu ae. eald 'alt' oder in hīehra 'höher' zu hēah 'hoch'. Dieses ie bzw. īe wird im Westsächsischen später zu so genanntem „unfestem i/ī“, das als i od. y bzw. ī od. ȳ geschrieben wird. In den übrigen Mundarten erscheint der i-Umlaut zu ea und ēa als e bzw. ē. Der andere Diphthong, io beziehungsweise īo, der Reflex des germanischen Diphthongs *eu vor i-Lauten, zeigt als i-Umlaut im Westsächsischen wieder ie bzw. īe mit dem späteren „unfestem i/ī“, in den anderen Dialekten erscheint er unverändert als io bzw. īo, das später teilweise zu eo bzw. ēo wird.

### Weitere Entwicklung der i-Umlautvokale hin zum Mittel- und Neuenglischen
Die weitere Entwicklung der Umlautvokale im Mittelenglischen ist unspektakulär. Ae. oe und ōē, wo sie erhalten geblieben waren, wurden entrundet, am spätesten im Nordhumbrischen im 11. Jahrhundert, wie in dōēman 'urteilen' zu dēman. Auch y und ȳ werden im Spätaltenglischen bzw. Mittelenglischen zu i und ī entrundet, allerdings regional verschieden und zum Teil auch zu u. Ae. æ wurde zu a verändert und auch ǣ erfährt eine qualitative Veränderung.
Im Unterschied zum Deutschen hat der i-Umlaut im Englischen nie eine wesentliche morphologische Bedeutung erfahren, wie zum Beispiel die Singular-Plural-Differenzierung und dergleichen. Viktor Schirmunski gibt in einem Aufsatz aus den frühen 1960er-Jahren einige Gründe dafür an: Bereits im Alt- und Mittelhochdeutschen bestand häufig die Differenz zwischen umlautloser Singularform und umgelauteter Pluralform (vgl. das oben erwähnte Beispiel: ahd. gast 'Gast' – gesti 'Gäste'), die später auch auf andere Substantive ausgedehnt wurde, die normalerweise keinen umgelauteten Plural aufweisen sollten. Im Englischen war dies nicht der Fall, da hier häufig sowohl Singular- als auch Pluralform umgelautet wurde. Es heißt im Altenglischen beispielsweise im Singular wyrp 'Wurf', sleȝe 'Schlag' oder brȳd 'Braut' mit den dazugehörigen Pluralformen wyrpas, sleȝe und brȳde. Im Vergleich dazu lauteten die Beispielwörter in den deutschen Sprachstufen so: ahd. wurf mit dem Plural wurfi, ahd. slag mit dem Plural slegi und ahd. brūt mit dem Plural brūti. Lediglich eine kleinere Klasse von Substantiven wies auch im Altenglischen Singular-Plural-Differenzierung mittels i-Umlaut auf, wie ae. fōt 'Fuß' mit dem Plural fēt. Diese Klasse weist auch im modernen Englischen zum Teil noch Umlaut auf wie etwa ne. foot 'Fuß' – feet, tooth 'Zahn' – teeth; mouse 'Maus' – mice. Überdies wurde in mittelenglischer Zeit das Suffix -s zum allgemeinen Pluralkennzeichen, ein Suffix *-er, wie es im Deutschen produktiv wurde, war somit im Englischen nicht nötig. Selbst im Falle seiner Durchsetzung hätte es keinen i-Umlaut bewirkt, da im Altenglischen eine andere Variante des gleichen Suffixes als im Althochdeutschen vorherrschend war (vgl. ae. lomb 'Lamm' und der Pl. lombru im Vergleich zu ahd. lamb – lembir).
In anderen Kategorien wie zum Beispiel der 2. und 3. Person Singular Präsens Indikativ bei den starken Verben wurde der i-Umlaut bereits im späteren Altenglischen analogisch ausgeglichen. So heißt es im früheren Altenglischen zwar (þū) fielst '(du) fällst' und (hē) fealð '(er) fällt' zum Infinitiv feallan 'fallen', spätaltenglisch aber bereits fealst und fealð. Die neuhochdeutschen Formen zeigen hingegen Umlaut. Auch bei den so genannten Nomina agentis, den Täternomen, ist im Deutschen oft Umlaut zu erkennen wie in nhd. Wächter (ahd. wahtāri.) Im Altenglischen fehlt dieser Umlaut komplett, so etwa beim Substantiv ae. bōcere 'Gelehrter, Schreiber' zu ae. bōc 'Buch'. Das Englische glich also in seiner Sprachgeschichte häufig morphologisch bedingte Alternationen zwischen umgelautetem und nicht umgelautetem Vokalismus aus, wenn überhaupt eine solche Alternation bestanden hatte. Der i-Umlaut ist im Englischen zwar heute auch noch erkennbar in Wörtern wie ne. bride 'Braut' und dergleichen, allerdings ist er morphologisch im Wesentlichen irrelevant.

## i-Umlaut im Isländischen

### Abgrenzung von anderen Lautwandelprozessen
Auch das Isländische zeigt Wirkungen des Umlauts. Neben dem i-Umlaut (und dem germanischen a-Umlaut) ist dort aber auch ein u-Umlaut eingetreten, bei dem zum Beispiel ein urnordisches (urn.) a zu einem offenen o-Laut [⁠ɔ⁠] verändert wurde, wie in altisländisch (aisl.) hǫll 'Halle' oder aisl. vǫllr 'Feld', die sich aus germ. *hallō bzw. *walþuz über *hallu bzw. (unter anderem) *walþuR zu den angegebenen Formen entwickelten. Im Laufe des Altisländischen ist dieser Vokal [⁠ɔ⁠] dann aber mit dem i-Umlautprodukt aus urn. o, aisl. ø, in ø zusammengefallen. Deshalb lauten die entsprechenden Wörter im modernen Isländischen höll und völlur.
Daneben ist aber noch ein weiterer Lautwandel im Altisländischen zu bemerken, die so genannte a- und u-Brechung. (Sie ist dafür verantwortlich, dass aus einem germ. *hertōn 'Herz' (vgl. nhd. Herz, ahd. hërza usw.) im Altisländischen ein hjarta wurde, aus einem germ. *ferþuz ein aisl. fjǫrðr 'Fjord' wurde.) Sie steht jedoch mit dem i-Umlaut in keinem Zusammenhang.

### i-Umlaut im Altisländischen
Der i-Umlaut erscheint bereits zu Beginn der handschriftlichen altisländischen Überlieferung. Die ersten erhaltenen Dokumente werden auf das 12. Jahrhundert datiert, auch wenn man davon ausgeht, dass schon früher in dieser Sprache geschrieben wurde. Die Entstehung der Umlautvokale aus dem i-Umlaut im gesamten nordgermanischen Gebiet hingegen wird, grob gesagt, auf einen Zeitabschnitt zwischen 550 und 1050 datiert, aus dem keine Originalhandschriften überliefert sind, sondern nur Formen in fremdsprachigen Texten sowie Runeninschriften. Im Ersten Grammatischen Traktat werden die Umlaute, also auch jene aus dem u-Umlaut, jedenfalls bereits erwähnt. Der Autor schlägt darin vor, zu den fünf lateinischen Vokalzeichen <a>, <e>, <i>, <o> und <u> noch vier hinzuzufügen, nämlich <ǫ>, <ę>, <ø> und <y>. Dabei heißt es:

„Das ę wird geschrieben mit dem Haken des a, jedoch im Großen mit der Form des e, wie es denn auch aus beiden gemischt ist, gesprochen mit weniger offenem Munde als das a, mit offnerem als das e.“

Ähnliches findet sich für die Buchstaben <ø> und <y>. Ersterer sei „gemischt aus dem Laute des e und dem des o“, letzter „besteht aus dem Laut des i und dem des u“.
Lautlich gleicht der i-Umlaut im Nordgermanischen bzw. Altisländischen dem in den anderen germanischen Sprachen. Die folgende Tabelle soll dies zeigen (zwischen i-Umlaut – im engeren Sinne, das heißt: ausgelöst durch kurzes i oder langes ī – und j-Umlaut – ausgelöst durch den Halbvokal j – wird nicht unterschieden):
|               | Kurzvokale | Kurzvokale                                           |           | Langvokale    | Langvokale                                                              |              | Diphthonge | Diphthonge                                                                                         |
| Altisländisch | Beispiele  | Altisländisch                                        | Beispiele | Altisländisch | Beispiele                                                               |              |            | |
| ------------- | ---------- | ---------------------------------------------------- | --------- | ------------- | ----------------------------------------------------------------------- | ------------ | ---------- | -------------------------------------------------------------------------------------------------- |
| urn. a        | /æ/ > /e/  | aisl. verma 'wärmen' aus urn. *warmijan              | urn. ā    | æ             | aisl. mæla 'sprechen' im Vgl. zu aisl. mál 'Sprache'                    | urn. au      | ey         | aisl. hleypa '(jmd.) laufen machen' im Vgl. zu aisl. hlaupa 'laufen'                               |
| urn. o        | ø          | aisl. sønir 'die Söhne' im Vgl. zu aisl. sonr 'Sohn' | urn. ō    | œ             | aisl. dœma 'urteilen' im Vgl. zu aisl. dómr 'Urteil'                    | urn. eu ~ iu | ý          | aisl. flýgr 'du fliegst' (aus urn. *fliugiR) im Vgl. zu aisl. fljúga 'fliegen' (aus urn. *fleugan) |
| urn. u        | y          | aisl. spyrja 'aufspüren' aus urn. *spurjan           | urn. ū    | ý             | aisl. sýpr 'du säufst' (aus urn. *sūpiR) im Vgl. zu aisl. súpa 'saufen' | urn. eu ~ iu | ý          | aisl. flýgr 'du fliegst' (aus urn. *fliugiR) im Vgl. zu aisl. fljúga 'fliegen' (aus urn. *fleugan) |

Ein Spezialfall tritt ein, wenn es zu einem kombinierten Umlaut aus i-Umlaut und u-Umlaut kommt. So lautet die 2. Person Singular Präsens Indikativ vom Verbum für 'hauen' (aisl. hǫggva) aisl. høggr. Der Infinitiv germ. *hawwaną (vgl. auch nhd. hauen, ahd. houwan, ae. hēawan) wird im Altisländischen regulär mit der Verschärfung von germ. *ww zu aisl. *ggv und u-Umlaut (bzw. w-Umlaut) zu hǫggva. Die 2. Person Singular germ. *hawwizi bzw. urn. *haggwiR hingegen erfährt sowohl u-Umlaut als auch i-Umlaut des *a zu aisl. ø.

### „Ausnahmen“ vom i-Umlaut
Wie das Deutsche, so kennt auch das Altisländische Fälle, in denen der i-Umlaut eintreten hätte sollen, es aber nicht ist. Dieses Phänomen steht in Zusammenhang mit dem Silbengewicht sowie der Synkope der Umlaut auslösenden *i, während ein *j immer Umlaut auslöst. Verben auf ein j-Suffix mit schwerer Stammsilbe, das heißt Verben, deren Stammsilbe auf Langvokal oder Diphthong plus Konsonant ausgeht (zum Beispiel aisl. dœma: aus germ. *dōmijaną: œ bezeichnet einen Langvokal, m logischerweise einen Konsonanten), zeigen im Präteritum und Partizip Perfekt i-Umlaut (zum Beispiel dœma im Infinitiv, dœmða 'ich urteilte' im Präteritum). Verben auf ein j-Suffix mit leichter Stammsilbe, das heißt Verben, deren Stammsilbe auf Kurzvokal und höchstens einen Konsonanten (zum Beispiel aisl. velja 'wählen') bzw. Langvokal (zum Beispiel aisl. knýja 'schlagen') oder Diphthong (zum Beispiel aisl. þreyja 'sich sehnen') ohne folgenden Konsonanten auslautet, bilden Präteritum und Partizip Perfekt ohne i-Umlaut (d. h. velja – valða; knýja – knúða; þreyja – þráða). Dieses Phänomen ist im Prinzip vergleichbar mit dem Rückumlaut im Deutschen, wenngleich der i-Umlaut im Deutschen nicht in jenen Fällen unterbleibt wie im Altisländischen. Grob gesprochen erscheinen im Deutschen die langsilbigen Verben ohne i-Umlaut (zum Beispiel mhd. hœren 'hören' – hôrte 'hörte'), die kurzsilbigen hingegen mit i-Umlaut (zum Beispiel ahd. nerien 'retten' – nerita 'rettete'). Die Situation im Deutschen erscheint also „umgekehrt“ wie im Altisländischen.
Dieses Fehlen des i-Umlauts ist aber nicht nur auf Verben beschränkt, auch Substantive zeigen das Phänomen. Das germ. Wort *katilaz zeigt im Altisländischen im Nominativ Singular ketill den erwarteten Umlaut vor erhaltenem i. Der Nominativ Plural katlar hingegen zeigt nicht-umgelautetes a, da das i synkopiert worden war und eine leichte Silbe vorlag (kat- mit Kurzvokal plus einfachem Konsonant). Ein vergleichbares schwersilbiges Wort ist aisl. engill (wie ahd. engil Lehnwort aus gr. ἄγγελος (xaggelos)), das als Nominativ Plural englar hat.

### iR-Umlaut, R-Umlaut und g/k-Palatalisierung
Ein weiteres Phänomen verkompliziert den altisländischen Umlaut: Ein auslautendes urn. *-iR löst nach kurzer Silbe ebenfalls Umlaut aus, der regulär eigentlich zu unterbleiben hätte. Dieses Phänomen wird als iR-Umlaut bezeichnet. So lautet die 2. Person Singular Präsens Indikativ von aisl. troða 'treten' nicht *troðr, sondern trøðr, da es auf urn. *trodiR zurückzuführen ist. Allerdings löst auch ein unmittelbar auf den Vokal folgendes urn. *R eine Art Umlaut auf, obwohl dabei kein i-Laut mehr im Spiel ist (R-Umlaut). So lautet das Wort für 'Sau' im Altisländischen sýr, das aus germ. *sūz über urn. *sūR zur entsprechenden, aisl. Form wurde.
Ein anderer Sonderfall liegt zum Beispiel im Dativ Singular des Wortes für 'Tag' vor, der degi lautet. Das i der Endung ist aber nicht der Fortsetzer eines früheren i-Lautes, sondern es setzt den Diphthong *ai fort, der über urn. *ē und *e im Altisländischen zu i wurde. Es ist also kein den i-Umlaut auslösender i-Laut, wie im Dativ Singular des Wortes für 'Arm', aisl. armi, ersichtlich wird. degi weist dennoch „umgelauteten“ Stammsilbenvokal auf (Vgl. Nom. Sg.: dagr), da eine Lautgruppe g/k + diesem i-Laut einen folgenden Vokal wieder „umlautet“ bzw. palatalisiert.

### Morphologische Einbindung des Umlauts
Die beschriebenen Lautwandelprozesse – verschiedene Umlaute und die beiden Brechungen – sind im morphologischen System des Altisländischen tief verankert und führen zwischen den einzelnen Kategorien zum Teil zu erheblichen Unterschieden. Um dies beispielhaft zu zeigen, seien drei Paradigmen aus der Nominalflexion angeführt:
|                       | Singular | Singular                                 | Singular | Singular             | Singular | Singular              | Plural | Plural                                   | Plural | Plural               | Plural  | Plural         |
| aisl. ketill 'Kessel' | Anm.     | aisl. vǫllr 'Feld'                       | Anm.     | aisl. fjǫrðr 'Fjord' | Anm.     | aisl. ketill 'Kessel' | Anm.   | aisl. vǫllr 'Feld'                       | Anm.   | aisl. fjǫrðr 'Fjord' | Anm.    |                |
| --------------------- | -------- | ---------------------------------------- | -------- | -------------------- | -------- | --------------------- | ------ | ---------------------------------------- | ------ | -------------------- | ------- | -------------- |
| Nominativ             | ketill   | i-Umlaut                                 | vǫllr    | u-Umlaut             | fjǫrðr   | u-Brechung            | katlar | i-Umlaut unterbleibt nach leichter Silbe | vellir | i-Umlaut             | firðir  | germ. i-Umlaut |
| Genitiv               | ketils   | i-Umlaut                                 | vallar   | ---                  | fjarðar  | a-Brechung            | katla  | i-Umlaut unterbleibt nach leichter Silbe | valla  | ---                  | fjarða  | a-Brechung     |
| Dativ                 | katli    | i-Umlaut unterbleibt nach leichter Silbe | velli    | i-Umlaut             | firði    | germ. i-Umlaut        | kǫtlum | u-Umlaut                                 | vǫllum | u-Umlaut             | fjǫrðum | u-Brechung     |
| Akkusativ             | ketil    | i-Umlaut                                 | vǫll     | u-Umlaut             | fjǫrð    | u-Brechung            | katla  | i-Umlaut unterbleibt nach leichter Silbe | vǫllu  | u-Umlaut             | fjǫrðu  | u-Brechung     |

### Entwicklung zum Neuisländischen
Im Neuisländischen sind in der Schreibung die Umlautvokale nahezu unverändert. <ø> wird aber im modernen Isländischen wie im Deutschen mit <ö> geschrieben, der Langvokal <œ> hingegen erscheint als <æ>. Die Lautung wurde aber zum Teil radikal verändert: <y> und <ý> repräsentieren wie <i> und <í> die Vokale [⁠ɪ⁠] und [⁠i⁠], <æ> präsentiert einen Diphthong [ai], <ey> steht wie <ei> für [ei]. In der Formenlehre hingegen sind wiederum wenige Änderungen eingetreten. Das Paradigma von aisl. fjǫrðr hat beispielsweise nur den Nominativ Singular auf nisl. fjörður sowie den Akkusativ Plural auf nisl. firði verändert.

## Zur Schreibweise von Langvokalen
Die Darstellung von Langvokalen variiert in der historischen Sprachwissenschaft oft von Sprache zu Sprache. Sehr häufig ist ein Makron über dem entsprechenden Vokal zu finden: Ein langes a wird als ā dargestellt, ein langes e als ē usw.
Für das Mittelhochdeutsche benutzt man hingegen gerne einen Zirkumflex: Ein langes a wird als â dargestellt, ein langes e als ê usw. Bei langem ä, ö und ü weicht man davon ab: Langes ä wird als æ dargestellt, langes ö als œ und langes ü mit dem Digraphen iu. Zu beachten ist, dass diese Symbole in anderen Sprachen für andere Laute stehen können. So kennzeichnet in einem altenglischen Beispiel ein æ nicht ein langes ä, sondern den überoffenen e-Laut (IPA-Symbol: æ, z. B. englisch man, Aussprache: [mæn]), dessen langvokalisches Pendant gerne als ǣ wiedergegeben wird.
Für das Altisländische werden lange Vokale durch einen Akut am entsprechenden Vokalzeichen sichtbar gemacht: Ein langes a erscheint als á. Dieser Akut lässt keine Rückschlüsse auf den Wortakzent zu. Dagegen kennzeichnet der Akut in vielen anderen Sprachen die Position des Wortakzents und sagt nichts über Länge oder Kürze des Vokals aus.

### Allgemeine Handbücher und Grammatiken zu den altgermanischen Sprachen
Hinweis: In diesen Werken wird der Umlaut mehr oder weniger detailliert dargestellt. Häufig ist weiterführende Literatur angegeben.
- Wilhelm Braune, Frank Heidermanns (Bearb.): Gotische Grammatik. Mit Lesestücken und Wörterverzeichnis. Max Niemeyer Verlag, Tübingen, 2004, 20. Auflage, ISBN 3-484-10850-9.
- Wilhelm Braune, Ingo Reiffenstein (Bearb.): Althochdeutsche Grammatik I. Laut- und Formenlehre. Max Niemeyer Verlag, Tübingen, 2004, 15. Auflage, ISBN 3-484-10861-4
- Karl Brunner: Abriss der Mittelenglischen Grammatik. Max Niemeyer Verlag, Tübingen, 1962, 5. Auflage.
- Karl Brunner: Altenglische Grammatik. Nach der Angelsächsischen Grammatik von Eduard Sievers. Max Niemeyer Verlag, Tübingen, 1965, 3. Auflage.
- Alistair Campbell: Old English Grammar. At the Clarendon Press, Oxford, 1959; Reprint: 2003, ISBN 0-19-811943-7.
- Siegfried Gutenbrunner: Historische Laut- und Formenlehre des Altisländischen. Zugleich eine Einführung in das Urnordische. Carl Winter Universitätsverlag, Heidelberg, 1951
- Einar Haugen: Die skandinavischen Sprachen. Eine Einführung in ihre Geschichte. Helmut Buske Verlag, Hamburg, 1984, autorisierte Übertragung aus dem Englischen von Magnús Pétursson, ISBN 3-87548-092-9
- Hans Krahe: Germanische Sprachwissenschaft I. Einleitung und Lautlehre. Walter de Gruyter & Co., Berlin, 1960 [= Sammlung Göschen Band 238]
- Hans Krahe: Germanische Sprachwissenschaft II. Formenlehre. Walter de Gruyter & Co., Berlin, 1961 [= Sammlung Göschen Band 780]
- Wolfgang Krause: Handbuch des Gotischen. C. H. Beck’sche Verlagsbuchhandlung, München, 1963, 2. Auflage
- Robert Nedoma: Kleine Grammatik des Altisländischen. Universitätsverlag Winter, Heidelberg, 2006, 2. Auflage, ISBN 3-8253-5175-0
- Hermann Paul, Thomas Klein, Hans-Joachim Solms, Klaus-Peter Wegera (Bearb.): Mittelhochdeutsche Grammatik. Max Niemeyer Verlag, Tübingen, 2007, 25. Auflage (Mit einer Syntax von Ingeborg Schröbler, neubearbeitet und erweitert von Heinz-Peter Prell), ISBN 978-3-484-64034-4
- Hans Ernst Pinsker: Historische englische Grammatik. Elemente der Laut-, Formen- und Wortbildungslehre. Max Hueber Verlag, München, 1963, 2. Auflage
- Oskar Reichmann, Klaus-Peter Wegera (Hrsg.): Frühneuhochdeutsche Grammatik. Max Niemeyer Verlag, Tübingen, 1993, ISBN 3-484-10672-7
- Don Ringe: From Proto-Indo-European to Proto-Germanic. A Linguistic History of English, Vol. 1. Oxford University Press, Oxford, 2006 (paperback: 2008), ISBN 978-0-19-955229-0

### Spezialliteratur zum Umlaut, insbesondere zum i-Umlaut
- Fausto Cercignani: Early „Umlaut“ Phenomena in the Germanic Languages. In: Language 56/1, 1980, S. 126–136.
- Fausto Cercignani: Alleged Gothic Umlauts. In: Indogermanische Forschungen 85, 1980, S. 207–213.
- Marcin Krygier: From Regularity to Anomaly. Inflectional i-Umlaut in Middle English. Peter Lang Europäischer Verlag der Wissenschaften, Frankfurt am Main, [u. a.], 1997
 Studie zum i-Umlaut im Mittelenglischen in der Flexion. Beinhaltet auch eine Übersicht über die Wissenschaftsgeschichte und einen Überblick über verschiedene theoretische Ansätze zum (i-)Umlaut.
- Heinrich Lüssy: Umlautung in den deutschen Dialekten. In: Werner Besch, Ulrich Knoop, Wolfgang Putschke, Herbert Ernst Wiegand (Hrsg.): Dialektologie. Ein Handbuch zur deutschen und allgemeinen Dialektforschung. Walter de Gruyter, Berlin, New York, 1983, Zweiter Halbband, S. 1083–1088
 Überblicksartikel zum Umlaut in den deutschen Dialekten.
- Viktor Schirmunski: Der Umlaut im Englischen und Deutschen. Ein historisch-grammatischer Vergleich. In: Zeitschrift für Anglistik und Amerikanistik. 9, 1961, S. 139–153. Aus: Вопросы Грамматики (Сборник статей к 75-летию Академика И. И. Мещанинова). Изд. АН СССР, Москва-Ленинград 1960, pp. 310–330. Aus dem Russischen übertragen von Klaus Hansen.
 Vergleichende Studie zwischen dem i-Umlaut bzw. den Reflexen des i-Umlauts im Deutschen und Englischen.
- Michael Schulte: Grundfragen der Umlautphonemisierung. Eine strukturelle Analyse des nordgermanischen i/j-Umlauts unter Berücksichtigung der älteren Runeninschriften. Walter de Gruyter, Berlin [u. a.] 1998 (= Ergänzungsbände zum Reallexikon der germanischen Altertumskunde 17)
 Beinhaltet auch einen Überblick über die Wissenschaftsgeschichte sowie die vorhandenen theoretischen Ansätze.

Aufsätze
- Elmer H. Antonsen: Germanic Umlaut anew. In: Language 37, 1961, S. 215–230
- Elmer H. Antonsen: Zum Umlaut im Deutschen. In: Beiträge zur Geschichte der deutschen Sprache und Literatur 86, 1964, S. 177–196
 Strukturalistische Sichtweise auf den i-Umlaut. Der i-Umlaut wird als gemeingermanisches Phänomen betrachtet, die Umlautung findet laut Antonsen auf phonetischer Ebene bereits im Gemeingermanischen statt. Steht in der Diktion von Twaddell (1938).
- Hreinn Benediktsson: Some Aspects of Nordic Umlaut and Breaking. In: Language 39, 1963, S. 409–431
- Ingerid Dal: Über den I-Umlaut im Deutschen. In: Neuphilologische Mitteilungen. 68, 1967, S. 47–64
 Hervorhebung der Morphologie bei der Entwicklung des Umlauts in der deutschen Sprachgeschichte. Die Morphologisierung des Umlauts habe eine wichtige Rolle dabei gespielt, die Umlautvokale zu erhalten.
- Einar Haugen: Phonemic Indeterminacy and Scandinavian Umlaut. In: Folia Linguistica 3, 1/2, 1969, S. 107–119
- Axel Kock: Der I-Umlaut und der gemeinnordische Verlust der Endvocale. In: Beiträge zur Geschichte der deutschen Sprache und Literatur 14, 1889, S. 53–75
- Axel Kock: Zur Laut- und Formenlehre der altnordischen Sprachen. In: Beiträge zur Geschichte der deutschen Sprache und Literatur 15, 1891, S. 244–267
- Axel Kock: Kritische Bemerkungen zur Frage nach dem I-Umlaut. In: Beiträge zur Geschichte der deutschen Sprache und Literatur. 18, 1894, S. 417–464
- Axel Kock: Der I-Umlaut von E in den altnordischen Sprachen. In: Beiträge zur Geschichte der deutschen Sprache und Literatur 27, 1902, S. 166–190
 Betrachtet den nordgermanischen i-Umlaut als Umlaut in drei Phasen. Es wird ein Zusammenhang mit der Synkope im Nordgermanischen hergestellt.
- William G. Moulton: Zur Geschichte des deutschen Vokalsystems. In: Beiträge zur Geschichte der deutschen Sprache und Literatur 83, 1961 u. 1962, S. 1–35
 Strukturalistische Interpretation des i-Umlauts im Deutschen, wie auch bei Antonsen, Penzl und Twaddell.
- Herbert Penzl: Umlaut and Secondary Umlaut in Old High German. In: Language. 25, 1949, S. 223–240.
- Herbert Penzl: Zur Entstehung des i-Umlauts im Nordgermanischen. In: Karl Gustav Ljunggren, et al. (Hrsg.): Arkiv för nordisk filologi (ANF). Folge 5, Band 10 (= Band 66 der Gesamtausgabe). C. W. K. Gleerups förlag, Lund 1951, S. 1–15 (mehrsprachig, journals.lub.lu.se [PDF]).
Strukturalistische Interpretation des i-Umlauts. Folgt im Wesentlichen den Ansichten von Twaddell (1938), auch wenn er in manchen wichtigen Punkten von diesem abweicht.
- Günther Schweikle: Akzent und Artikulation. Überlegungen zur ahd. Lautgeschichte. In: Beiträge zur Geschichte der deutschen Sprache und Literatur. 86, 1964, S. 197–265.
- M. Streblin-Kamenskij: Concerning the Three Periods in the Scandinavian i-Umlaut. In: Karl Gustav Ljunggren, et al. (Hrsg.): Arkiv för nordisk filologi (ANF). Folge 5, Band 18 (= Band 74 der Gesamtausgabe). C. W. K. Gleerups förlag, Lund 1959, S. 105–111 (mehrsprachig, journals.lub.lu.se [PDF]).
- William Freeman Twaddell: A Note on Old High German Umlaut. In: Monatshefte für Deutschen Unterricht. Vol. 30, 1938, S. 177–181
 Einer der zentralen Aufsätze zum deutschen i-Umlaut. Gilt als Begründer der strukturalistischen Interpretation des i-Umlauts (im Deutschen). Er differenziert zwischen phonetischem Umlaut (Umlautvokale entstehen vor i-Lauten in der Nebensilbe, bleiben aber Allophone der Ausgangsvokale) und phonologischem Umlaut (Umlautvokale werden zu eigenständigen Phonemen, wenn die i-Laute in den Nebensilben abgeschwächt werden oder ausfallen). Er behandelt auch die Problematik, dass im Großteil der ahd. Schriften nur der Primärumlaut angezeigt wird.
- Joseph B. Voyles: Old High German Umlaut. In: Zeitschrift für vergleichende Sprachforschung 90, 1977, S. 271–289.
- Joseph B. Voyles: Old Norse i-Umlaut. In: Linguistics 253/254, 1982, S. 267–285.
- Joseph B. Voyles: A history of OHG i-umlaut. In: Beiträge zur Geschichte der deutschen Sprache und Literatur 133, 1991, S. 159–194
 Zum Teil fundamentale Gegenposition zu Twaddell. Hält sich in seiner Erklärung des Umlauts sehr stark an das überlieferte Material und erklärt den Umlaut als einen Prozess, der zunächst in ganz bestimmten Fällen eintritt, sich dann aber auf andere (zum Beispiel morphologische) Kategorien ausbreitet.

### Sonstige verwendete Literatur
- Hadumod Bußmann (Hrsg.): Lexikon der Sprachwissenschaft. 3. aktualisierte und erweiterte Auflage. Kröner, Stuttgart 2002, ISBN 3-520-45203-0.
- Duden. Die Grammatik. Dudenverlag, Mannheim [u. a.] 2005, 7. Auflage, [= Duden Band 4], ISBN 3-411-04047-5.
- Stefán Einarsson: Icelandic. Grammar, Texts, Glossary. Johns Hopkins University Press, Baltimore, London 1945, (11th impress.: 1994), ISBN 0-8018-6357-0.
- Gustav Neckel und Felix Niedner (Übersetzer): Die jüngere Edda mit dem sogenannten ersten grammatischen Traktat. Eugen Diederichs, Düsseldorf, Köln 1966.
- Astrid van Nahl: Einführung in das Altisländische. Ein Lehr- und Lesebuch. Helmut Buske Verlag, Hamburg 2003, ISBN 3-87548-329-4.
- Peter Wiesinger: Rundung und Entrundung, Palatalisierung und Entpalatalisierung, Velarisierung und Entvelarisierung in den deutschen Dialekten. In: Werner Besch, Ulrich Knoop, Wolfgang Putschke, Herbert Ernst Wiegand (Hrsg.): Dialektologie. Ein Handbuch zur deutschen und allgemeinen Dialektforschung. de Gruyter, Berlin / New York 1983; Zweiter Halbband, S. 1101–1105.

Wörterbücher
- J. R. Clark Hall: A Concise Anglo-Saxon Dictionary. With a Supplement by Herbert D. Meritt. Cambridge University Press, 1960, 4. Auflage; Reprint: University of Toronto Press, Toronto [u. a.] 2006, ISBN 0-8020-6548-1.
- Friedrich Kluge, Elmar Seebold (Bearb.): Kluge. Etymologisches Wörterbuch der deutschen Sprache. Walter de Gruyter, Berlin, New York, 2002, 24. Auflage, ISBN 3-11-017473-1.
- Matthias Lexer: Mittelhochdeutsches Taschenwörterbuch. Mit Nachträgen von Ulrich Pretzel. S. Hirzel Wissenschaftliche Verlagsgesellschaft, Stuttgart 1992, 38. Auflage, ISBN 3-7776-0493-3.
- Rudolf Schützeichel: Althochdeutsches Wörterbuch. Max Niemeyer, 2006, 6. Auflage, ISBN 3-484-64031-6.
- Geir Tómasson Zoëga: A Concise Dictionary of Old Icelandic. At the Clarendon Press, Oxford, 1910; Reprint: Dover Publications, Inc., Mineola, New York 2004, ISBN 0-486-43431-1.